# Nina Perssonová
Nina Elisabet Persson (* 6. září 1974, Örebro), je švédská zpěvačka, hudebnice, skladatelka a herečka, nejznámější jako členka rockové skupiny The Cardigans.

## Život
Nina Perssonová vyrůstala ve městě Jönköping v rodině bankéře a sociální pracovnice. K překvapení ateistických rodičů se Nina nechala ve 14 letech pokřtít.
V roce 1992 vznikla v Jönköping skupina The Cardigans. Zakladateli kapely byli kytarista Peter Svensson a baskytarista Magnus Sveningsson, kteří se zpočátku zaměřovali na tvrdší metalové zvuky. Nicméně po chvíli se rozhodli vydat se jiným hudebním směrem a začali hledat zpěvačku, která by svým hlasem dodala jejich nově formované kapele unikátní zvuk.
Nina Perssonová, která v té době studovala umění a nikdy předtím nezpívala v kapele, opustila školu a na doporučení společných přátel se přidala ke kapele. Její jemný a éterický hlas se stal charakteristickým znakem skupiny a pomohl formovat její hudební styl, který kombinoval popové melodie s melancholickými texty. Perssonová tak hrála klíčovou roli nejen jako zpěvačka, ale i jako spoluautorka textů.
V roce 1994 vydali své debutové album Emmerdale, které se stalo populární zejména ve Švédsku. O rok později zaznamenali mezinárodní průlom s albem Life a následně s hitem Lovefool z roku 1996, který se objevil na soundtracku k filmu Romeo a Julie s Leonardem DiCaprio and Claire Danesovou v režii Baze Luhrmanna.
Po turné a propagaci alba Life se kapela rozhodla dát si pauzu. V roce 1997 Persson založila experimentální indie projekt A Camp se švédským hudebníkem Niclasem Friskem. Činnost kapely The Cardigans však Persson na další dva roky plně zaměstnala. V roce 2000 vedlejší projekt znovu ožil. Perssonová k němu přizvala alternativního zpěváka a skladatele Marka Linkouse ze skupiny Sparklehorse a svého přítele, kytaristu kapely Shudder to Think Nathana Larsona. Úvodní singl I Can Buy You vyšel v září 2001. Album A Camp (2001) pak ukázalo nejen její talent jako textařky a zpěvačky, ale také její vlastní hudební sklony. Tento hudební vliv a textařskou jistotu přenesla na další album The Cardigans s názvem Long Gone Before Daylight. Album zachycuje její zklamání a rozčarování, ale nakonec i nalezení lásky s Nathanem Larsonem.

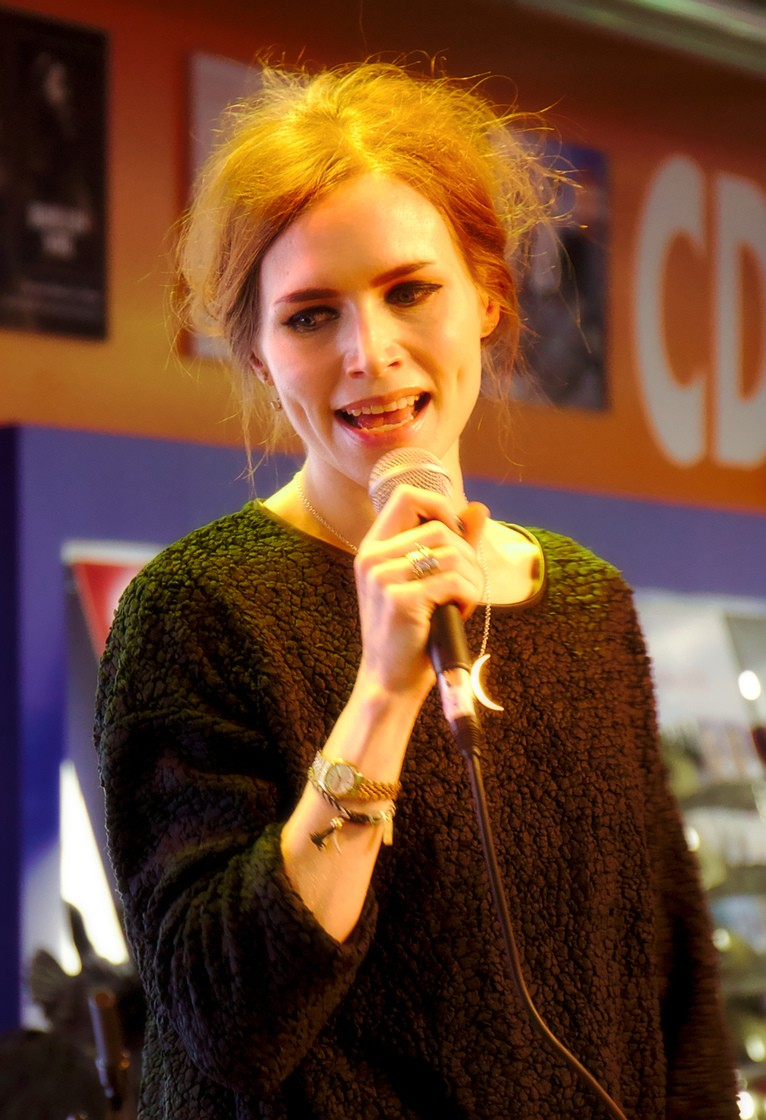
V Hamburku 2014

Byla také hostující zpěvačkou na albu Send Away the Tigers skupiny Manic Street Preachers (2007) u písně Your Love Alone Is Not Enough. V témže roce se objevila na cover albu Jill Johnsonové s písní Why'd You Come in Here Looking Like That. Podílela se také na několika projektech švédského zpěváka Freddieho Wadlinga (1951 – 2016).
V roce 2006 si zahrála jednu z hlavních rolí ve filmu Om Gud vill, který režíroval Amir Chamdin. Chamdin je jejím dlouholetým přítelem a režíroval několik videoklipů The Cardigans. Objevila se i v dokumentárním filmu Jag är min egen Dolly Parton.
V lednu 2014 vydala pod vlastním jménem své první sólové album Animal Heart.
V roce 2015 vydala dětské album What If..., které v roce 2016 získalo švédskou hudební cenu Grammis za nejlepší dětské album.
V říjnu 2022 vydala společnost Domino Recording Company singl Hold Out For Love, který vznikl ve spolupráci Jamese Yorkstona, Niny Perssonové a kapely The Second Hand Orchestra. Společné album The Great White Sea Eagle pak Perssonová natočila s Jamesem Yorkstonem a Karlem-Jonasem Winqvistem v Malmö v roce 2023.
Nina se také angažovala ve společenských a politických aktivitách, včetně dobrovolnictví během prezidentské kampaně Baracka Obamy v roce 2008 a podpory hnutí Occupy Wall Street.
Kromě hudby se Perssonová věnuje také keramickému umění a v roce 2017 založila společně s keramičkou Karolinou Brobeckovou keramickou dílnu Marsipanfabriken v Malmö.

## Osobní život
Jejím manželem je americký skladatel a hudebník Nathan Larson. Vzali se 16. června 2001 v Malmö. 30. září 2010 se jim narodil první syn Nils. Pár dlouhodobě žil v Malmö a v New Yorku. Po boji s rakovinou děložního čípku a narození jejich dítěte v roce 2012 se rodina rozhodla přesídlit trvale z New Yorku do Malmö.

## Sólová diskografie
Diskografii The Cardigans najdete zde.
- 2014 – Animal Heart
- 2015 – What If...

## Významná ocenění
- Grammis pro nejlepší textařku (2002)
- Grammis za nejlepší album (A Camp, 2002)
- Kulturní cena města Malmö (2020)